# Sherlock Holmes à Washington
Série des films avec Basil Rathbone dans le rôle de Sherlock Holmes
Sherlock Holmes et l'Arme secrète
(1942) Échec à la mort
(1943)
Pour plus de détails, voir Fiche technique et Distribution.
Sherlock Holmes à Washington (Sherlock Holmes in Washington) est un film américain sorti en 1943, réalisé par Roy William Neill.
Il s’agit du cinquième film avec Basil Rathbone et Nigel Bruce dans les rôles respectifs de Sherlock Holmes et du docteur Watson.
Le scénario est original, même s'il y a des ressemblances avec la nouvelle Les Plans du Bruce-Partington de Conan Doyle.

## Synopsis
Le diplomate britannique Sir Henry Marchmont voyage sur un vol transatlantique de Londres à New York, en route pour Washington. Il est suivi par un groupe d'espions allemands, dirigés par William Easter, qui le soupçonnent d'être porteur de documents secrets du gouvernement. Les agents allemands découvrent que Sir Henry est en fait un leurre et Easter reconnaît en John Grayson, un autre passager, le vrai messager. Réalisant qu'il a été découvert, Grayson glisse une boîte d'allumettes dans le sac d'une passagère, Nancy Partridge, quelques instants seulement avant d'être enlevé par Easter et ses hommes.
À Londres, le célèbre détective Sherlock Holmes et son compagnon, le docteur John Watson, apprennent de M. Ahrens du "Home Office" britannique que Grayson était en fait l'agent des services secrets Alfred Pettibone, et Holmes est prié de récupérer les documents secrets. Le détective déduit rapidement que Grayson a photographié les documents, puis placé le microfilm dans une boîte d'allumettes. 
En arrivant à Washington, Holmes et Watson sont rejoints par Bart Lang, de l'ambassade britannique et le lieutenant Grogan de la police de Washington, chargé de l'affaire Grayson. Le détective déduit de l'examen du corps de Grayson que les espions n'ont pas trouvé les documents secrets. Après avoir interviewé George, un porteur, Holmes pense que Nancy a les allumettes. 
Easter arrive à la même conclusion, et s'organise pour assister avec ses hommes aux fiançailles de Nancy. Les espions enlèvent Nancy et son fiancé, le lieutenant de vaisseau Peter Merriam, puis sortent Nancy de la maison, cachée dans un tapis. Holmes examine les indices trouvés sur le corps de Grayson et en déduit que les ravisseurs de Nancy travaillent dans un magasin d'antiquités. Lui et Watson visitent les antiquaires de Washington, pour finalement arriver au magasin de Stanley, qu'Holmes soupçonne avec raison d'être le repaire des espions. À l'intérieur, Richard Stanley, le propriétaire, interroge Nancy au sujet des documents secrets, dont elle n'a en fait aucune connaissance. Faisant semblant d'être un collectionneur excentrique, Holmes est admis dans le bureau de Stanley, qu'il reconnaît immédiatement comme étant Heinrich Hinkle, un ex-agent secret allemand, qui dirige aujourd'hui un réseau d'espionnage international. Stanley reconnaît aussi Holmes, mais il ignore qu'il est en train d'allumer la cigarette de Holmes avec la boîte d'allumettes qui contient le microfilm.
Les hommes de Stanley capturent Holmes, mais avant que l'espion ait pu faire exécuter le détective et Nancy, Watson arrive avec Peter et la police. Stanley parvient à s'échapper par un passage secret, cependant, et se dirige vers le bureau du sénateur Henry Babcock qui, selon Holmes, détient une enveloppe cachetée que lui aurait donnée Grayson pendant le trajet en train vers Washington, et qui contiendrait les microfilms. Stanley tombe dans le piège de Holmes, et le microfilm est récupéré. Holmes rappelle alors à Stanley qu'il l'avait prévenu que l'homme qui avait les documents secrets ne savait pas qu'il les détenait, et qu'il avait la boîte d'allumettes sur lui depuis qu'il avait enlevé Nancy.

## Fiche technique
- Titre original : Sherlock Holmes in Washington
- Titre français : Sherlock Holmes à Washington
- Réalisation : Roy William Neill
- Scénario : Bertram Millhauser (en), Lynn Riggs (en)
- Photographie : Les White
- Montage : Otto Ludwig
- Production : Universal Pictures Company, Inc.
- Pays de production :  États-Unis
- Langue : Anglais
- Format : Noir et blanc - Son Mono (Western Electric Recording)
- Genre : espionnage
- Durée : 71 minutes
- Date de sortie :
  - États-Unis : 30 avril 1943

## Distribution
- Basil Rathbone : Sherlock Holmes
- Nigel Bruce : Dr Watson
- Marjorie Lord : Nancy Partridge
- Henry Daniell : William Easter
- George Zucco : Richard Stanley, alias Heinrich Hinkle
- John Archer : Peter Merriam
- Edmund MacDonald : Lieutenant Grogan
- Gavin Muir : Bart Lang
- Margaret Seddon (non créditée) : Mlle Pringle